# Tipula (Lunatipula) biaculeata
Tipula (Lunatipula) biaculeata is een tweevleugelige uit de familie langpootmuggen (Tipulidae). De soort komt voor in het Palearctisch gebied.